# Galium cryptanthum
Galium cryptanthum är en måreväxtart som beskrevs av William Botting Hemsley. Galium cryptanthum ingår i släktet måror, och familjen måreväxter. Inga underarter finns listade i Catalogue of Life.